# فرودگاه آلبرت – پیکردی
فرودگاه آلبرت – پیکردی (به انگلیسی: Albert – Picardie Airport) (به زبان بومی: Aéroport d'Albert - Picardie) یک فرودگاه همگانی با کد یاتا BYF است . این فرودگاه در کشور فرانسه قرار دارد و در ارتفاع ۱۱۱ متری از سطح دریا واقع شده‌است.